# Дёлен (Кубшюц)
Дёлен или Де́ляны (нем. Döhlen; в.-луж. Delanyо файле) — деревня в Верхней Лужице, Германия. Входит в состав коммуны Кубшюц района Баутцен в земле Саксония. Подчиняется административному округу Дрезден.

## География
Располагается юго-восточнее Баутцена у подножия холма Дёленер-Берг (Döhlener Berg, Hromadnik, 514 м.).
Соседние населённые пункты: на западе — деревня Сплоск и на западе — деревня Рахлов-под-Чорнобогом.

## История
Впервые упоминается в 1416 году под наименованием Delin.
С 1936 по 1974 года входила в коммун Рахлау. С 1974 года входит в современную коммуну Кубшюц.
В настоящее время деревня входит в состав культурно-территориальной автономии «Лужицкая поселенческая область», на территории которой действуют законодательные акты земель Саксонии и Бранденбурга, содействующие сохранению лужицких языков и культуры лужичан.
Исторические немецкие наименования
- Delin, 1416
- Delan, 1436
- Dhelen, 1564
- Doelenn, 1569
- Dählen, 1574
- Döhlen, 1657
- Döhlen, 1791
- Döhlen b. Bautzen, 1875

В Делянах родился лютеранский пастор Ян Килиан, организовавший в сентябре 1854 года группу эмигрантов из 500 человек в Техас, которые основали серболужицкую колонию Сербин.

## Население
Официальным языком в населённом пункте, помимо немецкого, является также верхнелужицкий язык.
Согласно статистическому сочинению «Dodawki k statisticy a etnografiji łužickich Serbow» Арношта Муки в 1884 году в деревне проживало 105 человек (из них — 101 серболужичанин (96 %)).
| 1834 | 1871 | 1890 | 1910 | 1925 |
| ---- | ---- | ---- | ---- | ---- |
| 69   | 90   | 99   | 65   | 70   |

## Достопримечательности
Памятники культуры и истории земли Саксония
- Мост «Steindeckerbrücke», Döhlen 6 (bei), 19 век (№ 09301165)
- Мост «Steindeckerbrücke», Döhlen 8 (bei), 19 век (№ 09301166)
- Жилой дом с хозяйственными постройками, Döhlen 8, вторая половина 19 века (№ 09251968)
- Жилой дом с хозяйственными постройками, Döhlen 11, вторая половина 19 века (№ 09251968)
- Жилой дом с хозяйственными постройками, Döhlen 15, 1620 год (№ 09251967)
- Жилой дом с хозяйственными постройками, Döhlen 17, 1840 год (№ 09301167)
- Забор сада, Döhlen 16 (bei), 1743 год (№ 09301168)
- 4 гранитных столба, Döhlen 16 (bei), 19 век (№ 09301169)